# Дімітріс Курбеліс
Дімітріс Курбеліс (грец. Δημήτρης Κουρμπέλης, нар. 2 листопада 1993, Караковуні, Греція) — грецький футболіст, півзахисник саудівського клубу «Аль-Халідж» (Сейгат) і збірної Греції.

## Титули і досягнення
- Володар Кубка Греції (1):

«Панатінаїкос»: 2021-22